# (22612) Dandibner
(22612) Dandibner est un astéroïde de la ceinture principale.

## Description
(22612) Dandibner est un astéroïde de la ceinture principale. Il fut découvert le 22 mai 1998 à la station Anderson Mesa par le programme LONEOS. Il présente une orbite caractérisée par un demi-grand axe de 2,75 UA, une excentricité de 0,12 et une inclinaison de 9,7° par rapport à l'écliptique.

## Compléments